# (6202) Georgemiley
(6202) Georgemiley ist ein Asteroid des Hauptgürtels, der am 26. März 1971 von dem niederländischen Astronomenehepaar Cornelis Johannes van Houten und Ingrid van Houten-Groeneveld entdeckt wurde. Die Entdeckung geschah im Rahmen des Palomar-Leiden-Surveys, bei dem von Tom Gehrels mit dem 120-cm-Oschin-Schmidt-Teleskop des Palomar-Observatoriums aufgenommene Feldplatten an der Universität Leiden durchmustert wurden.
Der Asteroid wurde nach dem irisch-niederländischen Astronomen George K. Miley (* 1942) benannt, der Professor für Astronomie an der Universität Leiden und dort 1996 bis 2003 Direktor der Sternwarte Leiden war.